# Broadhall Way
Broadhall Way – stadion piłkarski, położony w Stevenage w Wielkiej Brytanii. Z powodu umowy sponsorskiej nazywany The Lamex Stadium. Otwarty w 1980 roku. Na stadionie swoje mecze rozgrywa zespół Stevenage F.C. Jego pojemność wynosi 6 546 miejsc, z czego 3 412 stanowią miejsca siedzące.